# Nord Kanem
Le Nord Kanem est un des 3 départements composant la province du Kanem au Tchad. Il a été créé par l'ordonnance no 002/PR/08 du 19 février 2008. Son chef-lieu est Nokou.

## Subdivisions
Le département du Nord Kanem est divisé en 4 sous-préfectures :
- Nokou
- Rig Rig
- Ziguey
- Ntiona (ou Nthiona)

## Administration
Liste des administrateurs :
Préfets du Nord Kanem (depuis 2008)
• Abdraman Kerim Gouri (depuis juin 2015)